# Kanton Fleury-les-Aubrais
Der Kanton Fleury-les-Aubrais ist seit 1973 ein französischer Kanton im Arrondissement Orléans im Département Loiret in der Region Centre-Val de Loire; sein Hauptort ist Fleury-les-Aubrais.

## Gemeinden
Der Kanton besteht aus sieben Gemeinden mit insgesamt 34.578 Einwohnern (Stand: 1. Januar 2022) auf einer Gesamtfläche von 146,57 km²:
| Gemeinde                  | Einwohner 1. Januar 2022 | Fläche km² | Dichte Einw./km² | Code INSEE | Postleitzahl |
| ------------------------- | ------------------------ | ---------- | ---------------- | ---------- | ------------ |
| Chanteau                  | 1.611                    | 28,85      | 56               | 45072      | 45400        |
| Fleury-les-Aubrais        | 21.664                   | 10,12      | 2.141            | 45147      | 45400        |
| Loury                     | 2.582                    | 34,36      | 75               | 45188      | 45470        |
| Marigny-les-Usages        | 1.861                    | 9,66       | 193              | 45197      | 45760        |
| Rebréchien                | 1.396                    | 19,19      | 73               | 45261      | 45470        |
| Traînou                   | 3.419                    | 33,68      | 102              | 45327      | 45470        |
| Vennecy                   | 2.045                    | 10,71      | 191              | 45333      | 45760        |
| Kanton Fleury-les-Aubrais | 34.578                   | 146,57     | 236              | 4506       | –            |

Bis zur landesweiten Neugliederung der Kantone 2015 bestand der Kanton Fleury-les-Aubrais aus den beiden Gemeinden Chanteau und Fleury-les-Aubrais. Sein Zuschnitt entsprach einer Fläche von 39 km2. Er besaß vor 2015 einen anderen INSEE-Code als heute, nämlich 4534.

## Bevölkerungsentwicklung
| 1962   | 1968   | 1975   | 1982   | 1990   | 1999   |
| ------ | ------ | ------ | ------ | ------ | ------ |
| 10.951 | 13.366 | 17.158 | 20.657 | 21.666 | 21.826 |